# Nadja Tiller
Nadja Tiller, född 16 mars 1929 i Wien, död 21 februari 2023 i Hamburg, var en österrikisk skådespelare. Tiller gjorde under 1950- och 1960-talen flera huvudroller i tyskspråkig film såväl som internationella filmer. Hon blev uppmärksammad för rollen som Rosemarie Nitribitt i filmen Rosemarie – glädjeflickan 1958. Tiller medverkade i film fram till 2009.
Från 1956 var hon gift med skådespelaren Walter Giller (1927–2011). Äktenskapet varade fram till hans död.

## Filmografi, urval
- 1955 – Hotel Adlon
- 1955 – Mozart
- 1956 – Friederike von Barring
- 1957 – Banktresor 713
- 1958 – Rosemarie – glädjeflickan
- 1959 – Buddenbrooks – en familjs ära och förfall
- 1959 – Blond och farlig
- 1959 – Labyrint
- 1961 – Affären Nina B.
- 1961 – En fredag halv 12
- 1962 – Lulu
- 1963 – Heta förbindelser
- 1963 – Två ska man vara
- 1966 – Djävulens blomma
- 1966 – Rififi i Paris
- 2005 – Barfuss
- 2009 – Dinosaurier